# Антъни Бруно
Антъни Бруно (на английски: Anthony Bruno) е американски писател на трилъри. Заедно със съпругата си Джудит Сакс пише любовни романи под съвместния псевдоним Антония Саксън (Antonia Saxon).

## Биография и творчество
Антъни Бруно е роден на 9 март 1953 г. в Ориндж в семейството на градинар и медицинска сестра. Израства в северната част на Ню Джърси, където мафията е силно развита. От малък иска да бъде писател.
Учи творческо писане при писателя Доналд Бартелм в Бостънския университет, който завършва с бакалавърска степен. По-късно получава магистърска степен по медиевистика от Бостънския колеж. След дипломирането си за известно време работи като архивист в Бостънския университет.
Първото му произведение е документалната книга „The Iceman: The True Story of a Cold-Blooded Killer“, която е издадена през 1993 г. Тя е пространен профил на осъдения убиец на мафията Ричард Куклински, който твърди, че е убил над 100 души. При подготовката на ръкописа писателят интервюира Куклински сам в една стая на четири очи с него. През 2012 г. по книгата е направен филма „The Iceman“ (Ледения) с участието на Майкъл Шанън, Уинона Райдър, Крис Еванс, и Рей Лиота. В документалната си книга от 2011 г. „Immortal Monster“ описва предисторията на написването на книгата „The Iceman“.
Първият му роман „Seven“ от 1995 г. е романизация по хитовия филм „Седем“ с участието на Брад Пит и Морган Фрийман.
През 1988 г. е публикуван първият му трилър „Лоши типове“ от емблечматичната му поредица „Майк Тоци и Кътбърт Гибънс“. Главните герои са агенти на ФБР, които разследват мафиотски престъпления в Ню Йорк и Ню Джърси. Историите му са базирани на реални действия на мафията. Романът става бестселър и го прави известен. През 2004 г. романът „Bad Apple“ от поредицата е адаптиран в едноименния филм с участието и продуциран от актьора Крис Нот.
През 2000 г. в книгата „The Seekers: A Bounty Hunter's Story“ описва историята на един от най-уникалните и успешни ловци на глави – Джошуа Армстронг. Документалната му книга „The Roppongi Stalker“ от 2011 г. е странната истинска история на Йоджи Обара, отвратителен убиец от съвременна Япония.
Заедно с писателската си дейност преподава айкидо във Филаделфия.
Антъни Бруно умира от инсулт на 28 август 2014 г. във Уинууд.

## Произведения

### Като Антъни Бруно

#### Самостоятелни романи
- Seven (1995) – романизация на филма
- Bleeders (2012)
- The Temptations of St. Frank (2012)

#### Серия „Майк Тоци и Кътбърт Гибънс“ (Mike Tozzi and Cuthbert Gibbons)
1. Bad Guys (1988)
Лоши типове, изд.: „Атика“, София (1993), прев. Милена Григорова
2. Bad Blood (1989)
Лоша кръв, изд.: „Атика“, София (1992), прев. Стефан Величков
3. Bad Luck (1990)
4. Bad Business (1991)
5. Bad Moon (1992)
Лоша луна, изд.: „Атика“, София (1994), прев. Николай Борисов
6. Bad Apple (1994)

#### Серия „Лорета Ковач и Франк Марвели“ (Loretta Kovacs and Frank Marvelli)
1. Devil's Food (1997)
2. Double Espresso (1998)
3. Hot Fudge (2000)

#### Документалистика
- The Iceman: The True Story of a Cold-Blooded Killer (1993)
- The Seekers: A Bounty Hunter's Story (2000) – с Джошуа Армстронг, номиниран за награда „Едгар“
- Immortal Monster (2011) – предистория на написването на книгата „The Iceman“
- The Roppongi Stalker (2011)

#### Екранизации
- 2004 Bad Apple – ТВ филм, по романа
- 2012 The Iceman – по книгата „The Iceman: The True Story of a Cold-Blooded Killer“, изпълнителен продуцент

### Като Антония Саксън

#### Самостоятелни романи
- Paradiso (1983)
- Above the Moon (1984)